# Богородица от Коромото
Богородица от Коромото или Нашата госпожа от Коромото (на испански: Nuestra Señora de Coromoto) е католически образ на Богородица. През 1950 г., Богородица от Коромото е обявена за патрон-светец на Венецуела.

## История
Когато градът Гванаре е основан през 1591 г., староседелското племе коспи, което населявало този регион, бяга на север. Тогава започва разпространението на християнството в този район и покръстването на населението.
Първата поява на Богородица е била в региона, където е избягало староседелското племе и е станала на 8 септември 1652 година. Богородица се е появила пред вожда на племето „Коромото“, казвайки на неговия език: „Отидете в бялата къща и помолете да ви облеят главите с вода, за да отидете в рая.“ След това изречение, Богородица поискала вождът и неговият народ да се покръстят. Според традицията, вождът е разказал за това видение на Хуан Санчез, местен енкомандар, и му казал, че след кратка подготовка неговият народ е готов да приеме християнската религия.